# 褐苞蒿
褐苞蒿（学名：Artemisia phaeolepis）是菊科蒿属的植物。分布在俄罗斯、蒙古以及中国大陆的内蒙古、西藏、青海、宁夏、甘肃、山西、新疆等地，生长于海拔2,500米至3,600米的地区，一般生长在沟谷、路旁、草地、山坡、林缘灌丛等地区、荒滩、草甸和砾质皮地与半荒漠草原地区，目前尚未由人工引种栽培。

## 别名
褐鳞蒿（内蒙古植物志），“巴然-沙里尔日”（蒙语名）